# Cyamopsis serrata
Cyamopsis serrata är en ärtväxtart som beskrevs av Schinz. Cyamopsis serrata ingår i släktet Cyamopsis, och familjen ärtväxter. Inga underarter finns listade i Catalogue of Life.